# Paleoceanografia
Paleoceanografia é o estudo da história dos oceanos no passado geológico, considerando aspectos como circulação, química, biologia, geologia, padrões de sedimentação e produtividade biológica. Estudos paleoceanográficos que utilizam modelos ambientais e diferentes métodos proxy permitem à comunidade científica avaliar o papel dos processos oceânicos no clima global, por meio da reconstrução de climas passados em diversos intervalos. A pesquisa em paleoceanografia está também intimamente ligada à paleoclimatologia.

## Métodos
A paleoceanografia utiliza os chamados métodos proxy como uma forma de inferir informações sobre o estado passado e a evolução dos oceanos do mundo. Entre as ferramentas de proxy geoquímicas, incluem-se moléculas orgânicas de cadeia longa (por exemplo, alcenos), isótopos estáveis e radioativos e metais traço. Além disso, núcleos de sedimentos ricos em fósseis e conchas (testes) também podem ser úteis. Esse campo está intimamente relacionado à sedimentologia e à paleontologia.

### Temperatura da superfície do mar
Registros de temperatura da superfície do mar (SST) podem ser extraídos de núcleos de sedimentos de águas profundas, usando as razões de isótopos de oxigênio e a razão de magnésio para cálcio (Mg/Ca) em secreções de conchas de plâncton, em moléculas orgânicas de cadeia longa como as alcenonas, em corais tropicais próximos à superfície do mar e em conchas de moluscos.
As razões de isótopos de oxigênio (δ 18 O) são úteis para reconstruir a SST devido à influência que a temperatura exerce sobre essa relação isotópica. O plâncton absorve oxigênio ao formar suas conchas, sendo menos enriquecido em δ 18 O quando se desenvolve em águas mais quentes, desde que esteja em equilíbrio termodinâmico com a água do mar. Quando essas conchas precipitam, elas afundam e formam sedimentos no fundo do oceano, cujo δ 18 O pode ser utilizado para inferir temperaturas da superfície do mar no passado. No entanto, as razões de isótopos de oxigênio não são proxies perfeitos. O volume de gelo retido nas calotas de gelo continentais pode influenciar o δ 18 O. A água doce, caracterizada por valores mais baixos de δ 18 O, fica presa nas camadas de gelo continentais, elevando o δ 18 O da água do mar durante os períodos glaciais, o que faz com que conchas de calcita formadas nesses períodos tenham valores maiores de δ 18 O.
A substituição de magnésio no lugar do cálcio em conchas de CaCO3 pode ser utilizada como proxy para a temperatura da superfície do mar (SST) no momento da formação das conchas. As razões de Mg/Ca são influenciadas não apenas pela temperatura, mas também por outros fatores, como efeitos vitais, limpeza das conchas e efeitos de dissolução pós-morte e pós-deposição. Apesar dessas influências, as razões de Mg/Ca foram usadas com sucesso para quantificar o resfriamento tropical que ocorreu durante o último período glacial.
Alcenos são moléculas orgânicas complexas e de cadeia longa, produzidas por algas fotossintéticas. Elas são sensíveis à temperatura e podem ser extraídas de sedimentos marinhos. O uso de alcenonas representa uma relação mais direta entre a SST e as algas, não dependendo do conhecimento das relações termodinâmicas físico-químicas e bióticas necessárias nos estudos de CaCO3. Outra vantagem do uso das alcenonas é que elas são um produto da fotossíntese, exigindo formação na luz solar das camadas superiores da superfície. Assim, registram melhor a SST próxima da superfície.

### Temperatura da água do fundo
O proxy mais comumente usado para inferir a história da temperatura das águas profundas são as razões de Mg/Ca em foraminíferos bentônicos e ostracodos. As temperaturas inferidas a partir dessas razões confirmaram um resfriamento de até 3 °C dos oceanos profundos durante os períodos glaciais do Pleistoceno tardio. Um estudo notável é o de Lear et al. (2002), que buscou calibrar a temperatura das águas de fundo em relação às razões de Mg/Ca em nove locais, cobrindo uma variedade de profundidades e analisando até seis tipos diferentes de foraminíferos bentônicos (dependendo da localização). Os autores desenvolveram uma equação para calibrar a temperatura das águas de fundo com base nas razões de Mg/Ca, que assume uma forma exponencial:
{\displaystyle \mathrm {Mg/Ca} =0.867\pm 0.049*\exp(0.109\pm 0.007*\mathrm {BWT} ):}
onde Mg/Ca é a razão de Mg/Ca encontrada nos foraminíferos bentônicos e BWT é a temperatura das águas de fundo.

### Registros de sedimentos
Registros de sedimentos podem revelar muito sobre o nosso passado e ajudar a fazer inferências para o futuro. Embora essa área da Paleoceanografia não seja nova, com algumas pesquisas remontando à década de 1930 e até antes, a pesquisa moderna em escalas de tempo reconstruídas avançou com o uso de métodos de escaneamento de núcleos de sedimentos. Esses métodos possibilitaram estudos semelhantes aos conduzidos com registros de núcleos de gelo na Antártica. Esses registros podem indicar a abundância relativa de organismos presentes em um determinado momento, usando métodos de paleoprodutividade, como a medição da abundância total de diatomáceas. Além disso, podem fornecer informações sobre padrões climáticos históricos e circulação oceânica, como demonstrado por Deschamps et al. em sua pesquisa sobre registros de sedimentos das margens Chukchi-Alasca e Beaufort canadense.

### Salinidade
A salinidade é uma quantidade mais desafiadora de inferir a partir de paleoregistros. O excesso de deutério em núcleos pode oferecer uma inferência mais precisa da salinidade da superfície do mar do que os isótopos de oxigênio, e certas espécies, como diatomáceas, podem fornecer um registro semiquantitativo de salinidade devido às abundâncias relativas de diatomáceas restritas a certos regimes de salinidade. Houve mudanças no ciclo global da água e no balanço de salinidade dos oceanos, com o Atlântico Norte tornando-se mais salino e os oceanos Índico e Pacífico subtropicais tornando-se menos salinos. Com as mudanças no ciclo da água, também houve variações na distribuição vertical de sal e nas haloclinas. Grandes incursões de água doce e alterações na salinidade podem ainda contribuir para uma redução na extensão do gelo marinho.

### Circulação oceânica
Vários métodos proxy foram utilizados para inferir a circulação oceânica passada e suas mudanças. Entre eles estão as razões de isótopos de carbono, razões de cádmio/cálcio (Cd/Ca), isótopos de protactínio/tório (231Pa e 230 Th), atividade de radiocarbono (δ 14 C), isótopos de neodímio (143 Nd e 144 Nd) e silte classificável (fração de sedimento de águas profundas entre 10 e 63 μm). Os proxies de isótopos de carbono e de razões cádmio/cálcio são usados porque a variabilidade nessas razões é parcialmente devida a mudanças na química das águas de fundo, relacionada à origem da formação das águas profundas. No entanto, esses índices são influenciados por processos biológicos, ecológicos e geoquímicos, o que complica as inferências sobre a circulação.
Todos os proxies mencionados são úteis para inferir o comportamento da circulação de revolvimento meridional. Por exemplo, McManus et al. (2004) usaram isótopos de protactínio/tório (231 Pa e 230 Th) para demonstrar que a Circulação de Revolvimento Meridional do Atlântico foi quase (ou completamente) interrompida durante o último período glacial. Ambos, 231 Pa e 230 Th, são formados a partir da decomposição radioativa do urânio dissolvido na água do mar, com 231 Pa capaz de permanecer sustentado na coluna de água por mais tempo do que 230 Th: 231 Pa tem um tempo de residência de ~100–200 anos, enquanto 230 Th tem um de ~20–40 anos. No Oceano Atlântico atual, com a circulação de revolvimento ativa, o transporte de 230 Th para o Oceano Antártico é mínimo devido ao seu curto tempo de residência, enquanto o transporte de 231 Pa é alto. Isso resulta em relações relativamente baixas de 231 Pa/230 Th encontradas por McManus et al. (2004) em um núcleo a 33N 57W, a uma profundidade de 4,5 km. Quando a circulação de revolvimento é interrompida (como se hipotetiza ter ocorrido durante períodos glaciais), a relação 231 Pa/ 230 Th se eleva devido à falta de remoção do 231 Pa para o Oceano Antártico. McManus et al. (2004) também observaram um pequeno aumento na relação 231 Pa / 230 Th durante o evento Younger Dryas, outro período da história climática em que se acredita ter ocorrido um enfraquecimento da circulação de revolvimento.

### Acidez, pH e alcalinidade
As razões de isótopos de boro (δ 11 B) podem ser usadas para inferir mudanças na acidez, pH e alcalinidade do oceano tanto em escalas recentes quanto milenares, principalmente influenciadas pelas concentrações de CO₂ atmosférico e pela concentração de íons bicarbonato no oceano. Em corais do sudoeste do Pacífico, observou-se que o δ 11 B varia com o pH do oceano, demonstrando que variabilidades climáticas, como a Oscilação Decadal do Pacífico (ODP), podem modular o impacto da acidificação oceânica causada pelo aumento das concentrações de CO₂ atmosférico. Outra aplicação do δ 11 B em conchas de plâncton pode servir como um proxy indireto para as concentrações de CO₂ atmosférico ao longo dos últimos milhões de anos.